# Kasteel Hemelrijk (Ruisbroek)

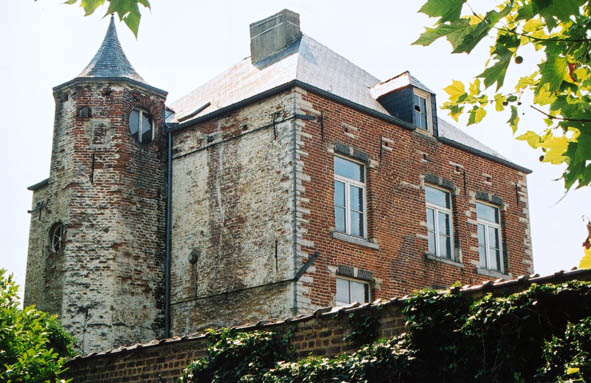
Kasteel Hemelrijk in 2004

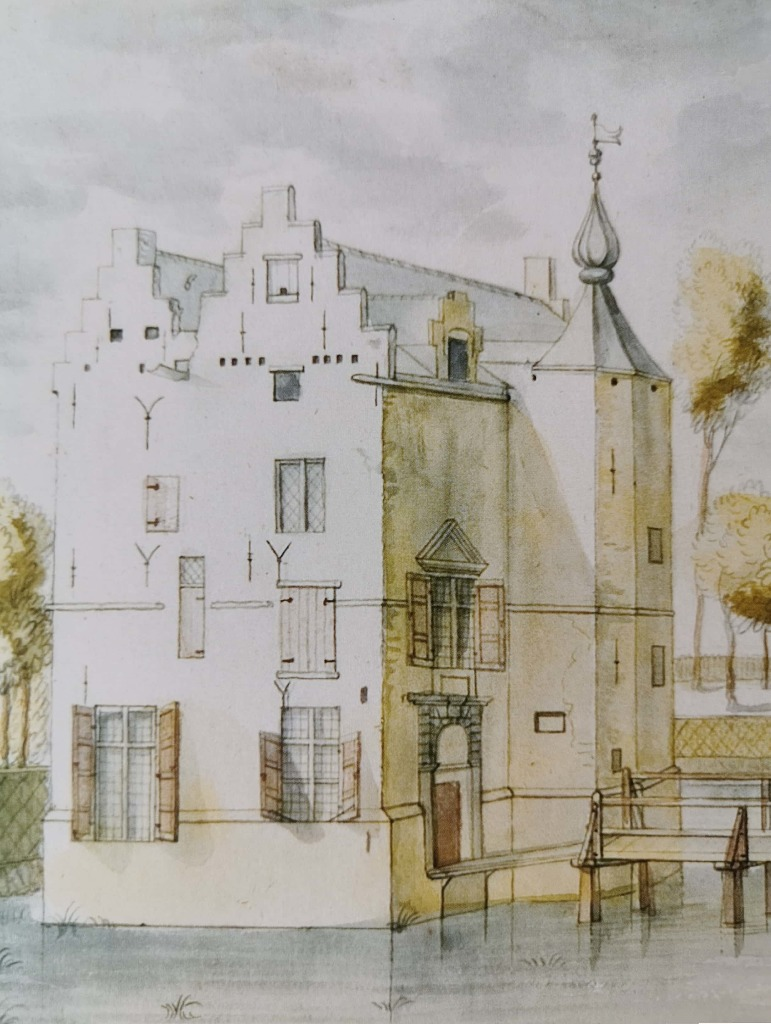
Kasteel Hemelrijk in 1733

Het Kasteel Hemelrijk is een kasteel in de tot de Vlaams-Brabantse gemeente Sint-Pieters-Leeuw behorende plaats Ruisbroek, gelegen aan de Fabriekstraat 3.

## Geschiedenis
Hier zou vanaf de 12e eeuw het geslacht De Rusebroec zijn gehuisvest en mogelijk was hier het geboortehuis van Jan van Ruusbroec. In 1385 werd het kasteeltje voor het eerst schriftelijk vermeld en kwam toen in bezit van Lambert van Eyck. Omstreeks 1500 zou het in bezit van de familie T'Serclaes gekomen zijn. Later kreeg het nog een aantal eigenaren.
Uiteindelijk kwam het in 1865 aan de textielfabrikan Henri-Joseph Rey. Deze verkocht het aan de Zusters van de Heilige Harten die er een klooster inrichtten en een meisjesschool begonnen welke later als de Vrije Basisschool Jan Ruusbroec bekend zou staan.

## Gebouw
Het kasteeltje is gebouwd in baksteen en zandsteen. Aan de noordzijde bevindt zich een achthoekig traptorentje. De oudste delen van dit gebouw zijn 17e-eeuws en een jaartal (1716) toont aan dat er verbouwingen hebben plaatsgevonden.
Het kasteel wordt omringd door schoolvleugels.